# Основин, Вячеслав Игоревич
Вячесла́в И́горевич Осно́вин (род. 5 марта 1994, Челябинск) — российский хоккеист, нападающий.

## Карьера
Воспитанник хоккейной школы «Трактора», занимался у тренера Сергея Кавунова. В период пребывания в спортивной школе ЧТЗ был капитаном команды 1994 года рождения. В сезоне 2011/12 дебютировал за «Белых медведей», а в 2012/13 за «Челмет» в МХЛ и ВХЛ соответственно. В КХЛ впервые сыграл 26 декабря 2012 года в матче против новокузнецкого «Металлурга».
В 2014 году в составе сборной России принимал участие в молодёжном чемпионате мира. Набрал 4 (2+2) очка в 7 проведённых матчах. Вместе с командой стал бронзовым призёром чемпионата.

## Статистика игрока

### В сборной
| Год                             | Команда                         | Турнир                          | Место                           | И | Г | П | О | +/- | Штр |
| ------------------------------- | ------------------------------- | ------------------------------- | ------------------------------- | - | - | - | - | --- | --- |
| 2014                            | Сб. России (мол.)               | МЧМ                             |                                 | 7 | 2 | 2 | 4 | +1  | 0   |
| Всего сб. России (юниор.и мол.) | Всего сб. России (юниор.и мол.) | Всего сб. России (юниор.и мол.) | Всего сб. России (юниор.и мол.) | 7 | 2 | 2 | 4 | +1  | 0   |

## Достижения
- Бронзовый призёр чемпионата МХЛ в сезоне 2013/14 в составе «Белых медведей»
- Бронзовый призёр молодёжного чемпионата мира 2014